# Kabroeksebeek
De Kabroeksebeek is een beek die loopt tussen de dorpen America en Horst (Limburg). De beek begint in De Peel, stroomt vervolgens door de kom van het dorp richting het dorp Meterik. Na Meterik te zijn gepasseerd stroomt de beek verder richting Horst. Net na de bebouwde kom mondt de beek in de Kasteelse Bossen in de Groote Molenbeek uit.
De beek is op een gegeven moment ondergronds aangebracht, onder de tuinen en wegen door. Momenteel (2017) wordt dit weer ongedaan gemaakt.